# Pyrrhorachis woodfordi
Pyrrhorachis woodfordi là một loài bướm đêm trong họ Geometridae.